# James Wlcek
James Wlcek (New York, 22 febbraio 1964) è un attore statunitense.

## Biografia
Nato nel quartiere di Born, James Wlcek inizia la sua carriera nel 1989 in Fiori d'acciaio. Continua la sua carriera nel 1998 interpretando Trent Malloy nella famosa serie televisiva Walker Texas Ranger, ruolo del quale è più ricordato. E grazie a questa serie diventerà protagonista dello spin-off Sons of Thunder assieme all'attore Marco Sanchez. Dopo questo interpreterà piccoli ruoli nei film Tutte le ex del mio ragazzo (2004) e Don't Tell (2005).
È un grande esperto di arti marziali.

## Filmografia

### Cinema
- Fiori d'acciaio (Steel Magnolias), regia di Herbert Ross (1989)
- Damien's Seed, regia di Edward Holzman (1996)
- Tutte le ex del mio ragazzo (Little Black Book), regia di Nick Hurran (2004)
- Don't Tell, regia di Isaac H. Eaton (2005)
- The Sector, regia di Josh Ridgway (2014)

### Televisione
- I Ryan (Ryan's Hope) - soap opera (1987-1989)
- Un salto nel buio (Tales from the Darkside) – serie TV, episodio 3x20 (1987)
- Una vita da vivere (One Life to Live) – soap opera (1989-1990)
- Così gira il mondo (As the World Turns) – soap opera (1990-1992)
- Codice d'emergenza (L.A. Firefighters) - serie TV, episodio 2x02 (1997)
- Walker Texas Ranger - serie TV, 13 episodi (1996-1998)
- Sons of Thunder - serie TV, 6 episodi (1997)
- JAG - Avvocati in divisa (JAG) - serie TV, episodio 7x14 (2002)
- The Division - serie TV, episodio 3x16 (2003)
- Hydra - L'isola del mistero (Hydra), regia di Andrew Prendergast - film TV (2009)
- Quando l'amore sboccia a Natale (Love's Christmas Journey), regia di David S. Cass Sr. - film TV (2011)
- La signora in giallo  - serie TV, episodio 10x21 (1994)